# 雅羅斯拉夫·布蘭特
雅羅斯拉夫·米哈伊洛維奇·布蘭特（羅馬化：Yaroslav Mikhaylovich Blanter；1967年11月19日—），俄罗斯物理学家，萃取冶金学和凝聚态物理学领域专家。自2011年起，他担任荷蘭代尔夫特理工大学安東尼·范·列文虎克教授。
在2007年至2011年間，他是俄語維基百科具有管理员权限的活跃贡献者，也是英語維基百科的管理員和仲裁委员会成员。據《The Daily Dot》报道称，布兰特尔在删除英語維基百科上一个已存在近四年的恶作剧条目方面发挥了重要作用。

## 書籍
- Nazarov, Yuli V.；Blanter, Yaroslav M.；Quantum Transport: Introduction to Nanoscience，剑桥大学出版社，2009年。ISBN 978-0-521-83246-5